# Blinking with Fists
Blinking with Fists (укр. Блимаючи кулаками) — це дебютна книга віршів фронтмена The Smashing Pumpkins і колишнього гурту Zwan Біллі Коргана. Прогрес і написання віршів висвітлювалися в блогах Коргана. Книга з 57 віршів була видана Faber і Faber в 2004 році і отримала неоднозначні відгуки.  Дуайт Гарнер (критик) газети The New York Times писав, що "в кращому випадку, "Блимаючи кулаками", є яскравою і вуглуватою і не набагато гірше, ніж багато перших книг віршів, які приходять з похмурими похвалами від бюргерів світу поезії". Entertainment Weekly дав оцінку  "D", назвавши вірші "як претензійним так і змішано езотеричним".  Книга досягла максимуму на #24 в Списку бестселерів New York Times.
Обложку книги розробили Шарлотта Стрік, а картинку й авторську фотографію — Єлена Ємчук, колишня дівчина Біллі Коргана, яка займалася арт-роботами для The Smashing Pumpkins («Трощені гарбузи»). 